# Austrália nos Jogos Olímpicos de Inverno de 1992
A Austrália participou dos Jogos Olímpicos de Inverno de 1992 em Albertville, na França.